# Receptory zmiatacze
W immunologii receptory zmiatacze (ang. scavenger receptors, SR) – receptory komórkowe głównie na makrofagach ale i na innych komórkach, które mają zdolność wiązania się z i usuwania różnorodnych ligandów. Ligandami są często struktury drobnoustrojów, ale też własne struktury organizmu, które uległy szkodliwej modyfikacji lub uszkodzeniu. 
Receptory zmiatacze uruchamiają fagocytozę, ale również komórkowe szlaki sygnalizacyjne. Poprzez szerokie spektrum ligandów, w tym PAMP, zmiatacze są częścią układu immunologicznego nieswoistego i są zaliczane do receptorów rozpoznających wzorce.
Po raz pierwszy zidentyfikowano receptory zmiatacze jako receptory makrofagów, które wiążą utleniony LDL cholesterol gromadzący się w ścianie tętnic i przekształcają się w komórki piankowate. Wytwarzane przez nie różne cytokiny, stymulują rozwój miażdżycy.
Komórki Kupffera w wątrobie są szczególnie bogate w receptory zmiatające: SR-A1, SR-A2 i MARCO.

## Klasyfikacja
Nazewnictwo i klasyfikacja receptorów zmiataczy została po raz pierwszy zapoczątkowana w 2014.
Receptory zmiatające to bardzo liczną i zróżnicowaną strukturalnie grupą cząsteczek. Na podstawie ich cech strukturalnych podzielono je na 12 klas (od A do L):
- Klasa A (SR-A) ulega ekspresji głównie w makrofagach tkankowych, komórkach Kupffera i subpopulacji komórek dendrytycznych. Odgrywa ważną rolę w fagocytozie patogennych mikroorganizmów.
  - SR-A1 (SCARA1, MSR1) - ligandy: oxLDL, LPS, LTA[3]
  - SR-A2 (MSR1) - ligandy: β-glukan[3]
  - SR-A3 (SCARA3)
  - SR-A5 (SCARA5)
  - SR-A6 lub MARCO (receptor makrofagów o strukturze kolagenowej) - ligandy: oxLDL, LPS[3]
- Klasa B ma dwa regiony transbłonowe, pętlę pozakomórkową i dwa końcowe końce cytoplazmatyczne; te ostatnie są zaangażowane w generowanie sygnałów wewnątrzkomórkowych, podczas gdy pętla pozakomórkowa, która znajduje się między dwiema domenami przezbłonowymi, oddziałuje z ligandami.
  - SR-B1  – ligandy: np. utleniony LDL cholesterol, HDL cholesterol
  - SR-B2 (CD36) – ligandy: np. utleniony LDL cholesterol, HDl cholesterol, PAMP grzybów i bakterii, LTA[3]
  - SR-B3
- Klasa C występuje tylko u niektórych owadów (Drosophila). Jest to białko transbłonowe, którego N-końcowa domena znajduje się pozakomórkowo.
- Klasa D zawiera tylko jednego przedstawiciela
  - SR-D1 (CD68 lub makrosjalina) – ligandy: oxLDL[3]
- Klasa E obejmuje również receptory należące do receptorów lektynowych typu C (CLR)
  - SR-E1 (LOX-1)
  - SR-E2 (Dectin-1, SCARE2, CD369) - ligandy: β-glukan[3]
  - SR-E3 (receptor mannozy, CD206)
  - SR-E4 (ASGPR1, CLEC4H1,or HL-1)
- Klasa F
  - SR-F1 (SCARF1, SREC-1) – ligandy, np. HSP, kalretykulina
  - SR-F2 (SREC-2)
- Klasa G
  - SR-G (SR-PSOX/CXCL16)
- Klasa H
  - SR-H1 (FEEL-1)
  - SR-H2 (FEEL-2)
- KLasa J
  - SR-J1 (RAGE) - ligandy: AGE, HMGB1[3]